# أعشاب المحاصيل

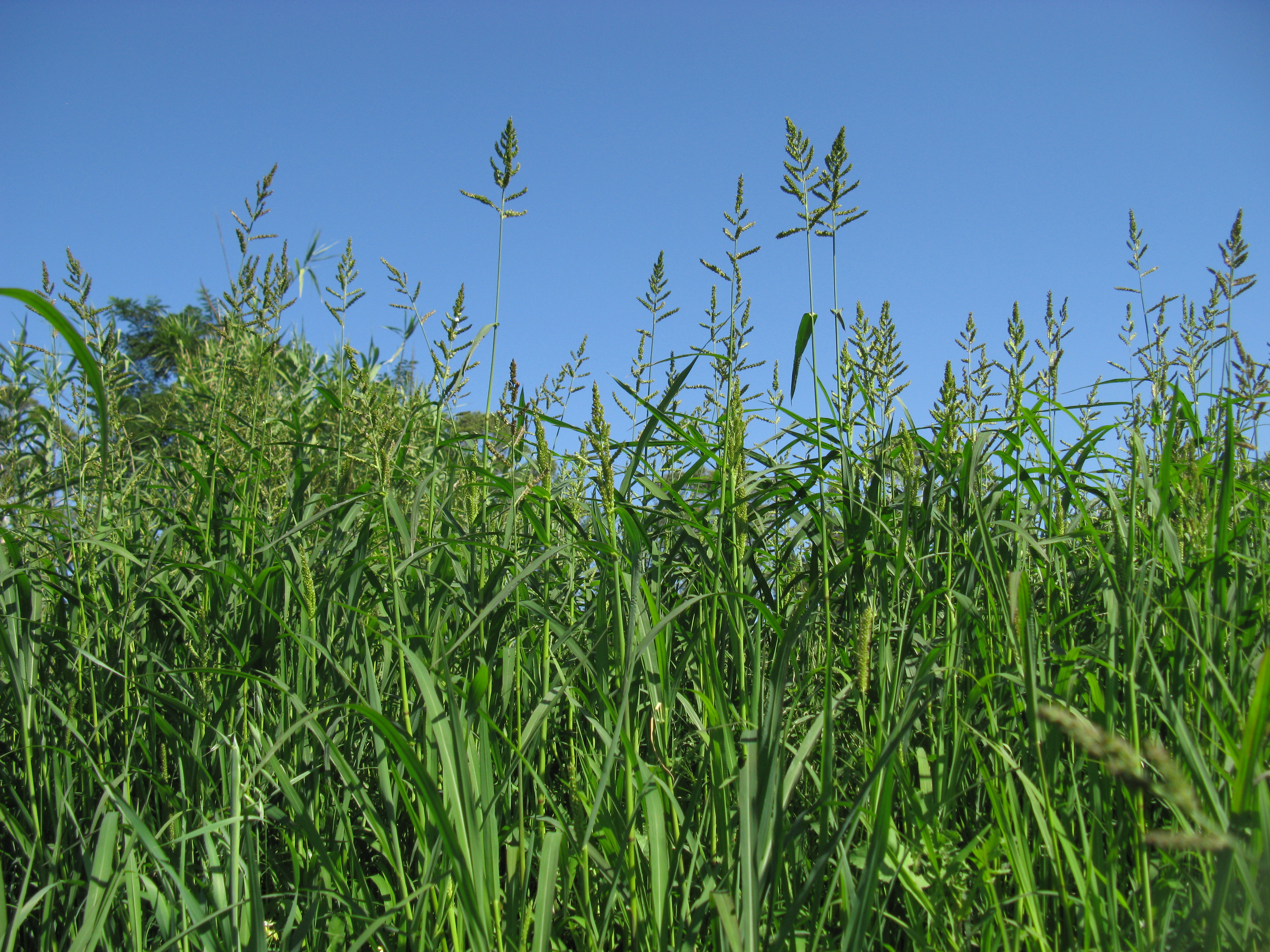
قدم ، موسم دافئ ، سنوي ، منتصب أو سجود ، عشب معنقدة يصل ارتفاعه إلى متر واحد.

أعشاب المحاصيل هي الأعشاب الضارة التي تنمو بين المحاصيل.
على الرغم من احتمال استخدام بعض الحشائش المحصولية كمصدر غذائي، يمكن أن يثبت العديد منها أيضًا أنها ضارة بالمحاصيل، بشكل مباشر وغير مباشر. يمكن أن تمنع أعشاب المحاصيل نمو المحاصيل وتلوث المحاصيل المحصودة وغالبًا ما تنتشر بسرعة. يمكنهم أيضًا استضافة آفات المحاصيل مثل المن والعفن الفطري والفيروسات. ونتيجة لذلك، تحدث زيادات في التكاليف وخسائر في الغلة. دغل الساحرة، أحد أعشاب المحاصيل الرئيسية في أفريقيا جنوب الصحراء الكبرى، تتسبب عادة في خسائر في الغلة تتراوح بين 40 و 100٪ وتمثل حوالي 7 مليارات دولار من الخسائر سنويًا. يتأثر حوالي 100 مليون هكتار من الأراضي في أفريقيا جنوب الصحراء الكبرى بالستريجا. تم تحديد عشب بارنيارد على أنه الجاني في خسائر غلة الأرز العالمية ومن المعروف أن بعض الأنواع تحاكي الأرز.
تشمل الأمثلة على أعشاب المحاصيل ما يلي عشب الطير, العشب الفناء, الهندباء, ستريجا و عشب العقدة الياباني.